# Universidade de Quioto
A Universidade de Quioto ou Kyoto (京都大学, Kyōto Daigaku, abreviado como 京大, Kyōdai) é uma instituição nacional de ensino superior localizada em Quioto, no Japão. Fundada em 1897, é a segunda mais antiga universidade do Japão e uma das de maior prestígio, tendo produzido cinco ganhadores do prêmio Nobel e dois ganhadores da medalha Fields. É também muito conhecida pela Escola de Quioto, uma importante corrente de pensamento desenvolvida por professores de filosofia da universidade, notadamente Kitaro Nishida e Hajime Taname.
A Universidade de Quioto é famosa no Japão pela liberdade que dá a seus alunos e professores.

## História
A Universidade de Quioto foi fundada em 18 de junho de 1897, na época com o nome de Universidade Imperial de Quioto. Essa denominação deixou de ser utilizada com o fim da Segunda Guerra Mundial.
Inicialmente os reitores da universidade eram escolhidos pelo Ministério da Educação do Japão, mas por pressão dos professores o reitor passou a ser eleito pelo corpo docente a partir de 1919.
Em 1953 a universidade passou por uma profunda modificação no seu sistema de ensino, principalmente no sistema da pós-graduação, passando a enfatizar cada vez mais o desenvolvimento de pesquisa neste nível.
Na década de 1960 os estudantes universitários de todo o Japão participavam de intensos protestos e movimentos sociais, com alguns estudantes inclusive engajando-se na luta armada. Os estudantes da Universidade de Quioto da época tinham um papel de liderança nessa mobilização estudantil.
Em 2004 foi promulgada uma lei que transformou todas as universidades nacionais japonesesas (incluindo a Universidade de Quioto) em corporações. Isso em tese deu à universidade maior autonomia em relação ao governo, mas ao mesmo tempo a tornou mais sujeita às influências do setor privado para angariar fundos.

## Instituição
Segundo dados de 2007, a Universidade de Quioto tem 22.758 alunos matriculados, sendo 13.381 alunos de graduação e 9.377 alunos de pós-graduação. O corpo docente é formado por 2.872 professores.
A universidade é formada por 10 unidades de graduação, 16 unidades de pós-graduação, 13 institutos de pesquisa, 21 centros educacionais, além de um museu, um hospital e diversas bibliotecas.
A universidade tem três campi: Yoshida, Katsura e Uji. No campus de Yoshida, também conhecido como campus principal, está localizada a Torre do Relógio, o símbolo mais famoso da universidade.

## Ganhadores do prêmio Nobel
- 1949: Hideki Yukawa (Física)
- 1965: Shinichiro Tomonaga (Física)
- 1981: Kenichi Fukui (Química)
- 1987: Susumu Tonegawa (Medicina)
- 2001: Ryoji Noyori (Química)

## Ganhadores da medalha Fields
- 1970: Heisuke Hironaka
- 1990: Shigefumi Mori

## Ganhadores do prêmio John Maddox
- 2017: Riko Muranaka[2]

## Ranking
A Universidade de Quioto ocupa a 22a. posição no Academic Ranking of World Universities publicado pela Universidade Shanghai Jiao Tong, a 25a. posição no THES-QS World University Rankings publicado pelo The Times Higher Education Supplement e Quacquarelli Symonds, e a 29a. posição no Top 100 Global Universities Ranking da revista Newsweek.